# Van Beuren Studios
Van Beuren Studios fue un estudio de animación que produjo cortometrajes animados entre 1928 y 1937. El estudio fue cerrado en 1936 debido a que su distribuidora, RKO Radio Pictures, dejó de lado los productos de Van Beuren al adquirir los trabajos de Walt Disney Productions como su nuevo productor.
Los dibujos animados creados por Van Beuren incluyen:
- Aesop's Film Fables
- Cubby Bear
- The Little King
- Rainbow Parade
- Toby The Pup
- Tom y Jerry (luego renombrados a Dick y Larry en los años 1950)
- The Foxy Terrier (1935)

Van Beuren también trabajó con populares personajes como El gato Félix y los miembros de Toonerville Trolley en los años 1930. Incluye el trabajo independiente del animador canadiense Ted Eshbaugh, quien creó la primera adaptación animada de El mago de Oz en 1933. 
Además, Van Beuren Corporation produjo cortometrajes con actores reales. En 1932, Van Beuren adquirió varias películas mudas de Charlie Chaplin, y les agregó música para su redistribución.  
Los trabajos de Van Beuren fueron vendidos a varias cadenas de televisión y distribuidores, en los años 1940 y 1950, incluyendo Commonwealth Pictures y Official Films.